# Pediocactus

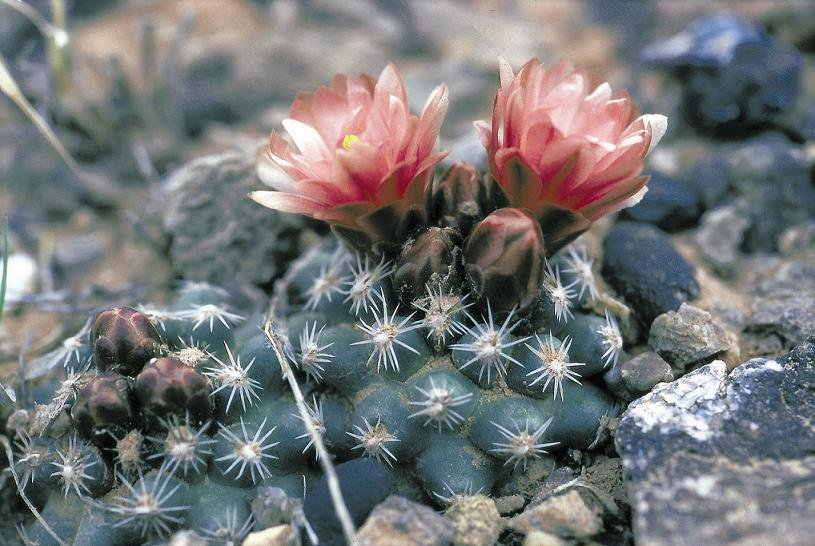
Pediocactus bradyi subsp. despainii

Pediocactus Britton & Rose – rodzaj sukulentów z rodziny kaktusowatych. Przedstawiciele występują w USA na terenie stanów: Arizona, Idaho, Kolorado, Montana, Nevada, Nowy Meksyk, Dakota Południowa, Oregon, Utah, Wyoming.

## Systematyka
Synonimy
Navajoa Croizat, Pilocanthus B. W. Benson & Backeb., Utahia Britton & Rose.
Pozycja systematyczna według APweb (aktualizowany system APG III z 2009)
Należy do rodziny kaktusowatych (Cactaceae) Juss., która jest jednym z kladów w obrębie rzędu goździkowców (Caryophyllales) i klasy roślin okrytonasiennych. W obrębie kaktusowatych należy do plemienia Cereae, podrodziny Cactoideae.
Pozycja w systemie Reveala (1993-1999)
Gromada okrytonasienne (Magnoliophyta Cronquist), podgromada Magnoliophytina Frohne & U. Jensen ex Reveal, klasa Rosopsida Batsch, podklasa goździkowe (Caryophyllidae Takht.), nadrząd Caryophyllanae Takht., rząd goździkowce (Caryophyllales Perleb), podrząd Cactineae Bessey in C.K. Adams, rodzina kaktusowate (Cactaceae Juss.), rodzaj Pediocactus Britton & Rose.
Gatunki
- Pediocactus bradyi L.D. Benson
- Pediocactus despainii S.L. Welsh & Goodrich
- Pediocactus knowltoniiL.D. Benson
- Pediocactus nigrispinus (Hochstätter) Hochstätter
- Pediocactus paradinei B.W. Benson
- Pediocactus peeblesianus (Croizat) L.D. Benson
- Pediocactus schmiedickeanus (Boed.) Halda
- Pediocactus sileri (Engelm. ex J.M. Coult.) L.D. Benson
- Pediocactus simpsonii (Engelm.) Britton & Rose
- Pediocactus winkleri K.D. Heil